# Saint-Genest-Malifaux
Saint-Genest-Malifaux település Franciaországban, Loire megyében. Lakosainak száma 2912 fő (2022. január 1.). Saint-Genest-Malifaux La Versanne, Jonzieux, Marlhes, Planfoy, La Ricamarie, Saint-Étienne, Saint-Régis-du-Coin, Saint-Romain-les-Atheux és Tarentaise községekkel határos.

## Népesség
A település népessége az elmúlt években az alábbi módon változott:
| Lakosok száma | 1749 | 2199 | 2384 | 2879 | 2901 | 2874 | 2861 | 2918 | 2945 | 2912 |
|               | 1968 | 1982 | 1990 | 2006 | 2013 | 2015 | 2017 | 2019 | 2020 | 2022 |